# Llista de muntanyes del Parc Nacional d'Aigüestortes i Estany de Sant Maurici

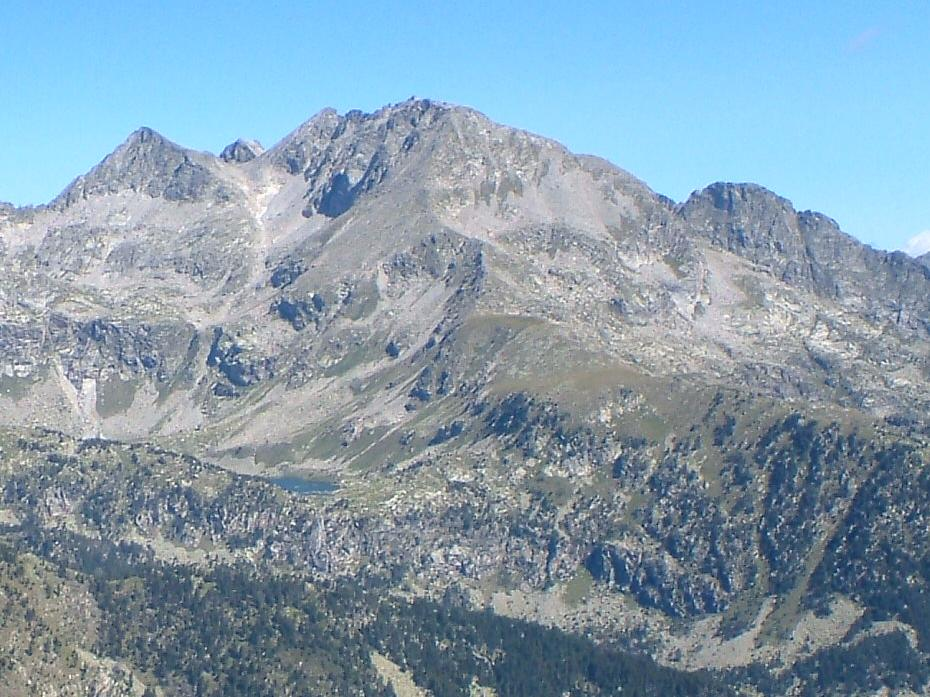
El Comaloforno, de 3.029,2 m, és la muntanya més alt del Parc Nacional, del municipi de la Vall de Boí i de la comarca de l'Alta Ribagorça.

Aquesta és la llista de les 100 muntanyes més altes del Parc Nacional d'Aigüestortes i Estany de Sant Maurici (Alt Pirineu i Aran, Catalunya), ordenades de més a menys altitud (en metres sobre el nivell del mar), amb el municipi (o municipis) i la comarca (o comarques) on pertany cada muntanya. També inclou les coordenades de cada muntanya, i alguna dada destacada.
Al Parc Nacional hi ha 4 muntanyes que superin els 3.000 metres d'alçada, la més alta de les quals és el Comaloforno, de 3.029,2 m. La gran majoria de muntanyes del Parc, però, tenen una altitud d'entre 2.500 i 3.000 m, amb alguna muntanya emblemàtica com ho és els Encantats (2.748 m), per exemple.
| Pos. | Cim                               | Imatge                            | Municipi                            | Comarca                                   | Altitud (m) | Coordenades                                                    | Destacat                                                         |
| ---- | --------------------------------- | --------------------------------- | ----------------------------------- | ----------------------------------------- | ----------- | -------------------------------------------------------------- | ---------------------------------------------------------------- |
| 1    | Comaloforno                       | Comaloforno                       | La Vall de Boí                      | Alta Ribagorça                            | 3.029,2     | 42° 35′ 28.89″ N, 0° 49′ 40.12″ E / 42.5913583°N,0.8278111°E   | Cim més alt de la Vall de Boí i de l'Alta Ribagorça              |
| 2    | Besiberri Sud                     | Besiberri Sud                     | Vilaller La Vall de Boí             | Alta Ribagorça                            | 3.023,4     | 42° 35′ 37.62″ N, 0° 49′ 33.63″ E / 42.5937833°N,0.8260083°E   | Cim més alt de Vilaller                                          |
| 3    | Punta Alta de Comalesbienes       | Punta Alta de Comalesbienes       | La Vall de Boí                      | Alta Ribagorça                            | 3.014,0     | 42° 35′ 8.51″ N, 0° 52′ 49.11″ E / 42.5856972°N,0.8803083°E    |                                                                  |
| 4    | Besiberri Nord                    | Besiberri Nord                    | Vilaller La Vall de Boí i Naut Aran | Alta Ribagorça Vall d'Aran                | 3.008,27    | 42° 36′ 19.01″ N, 0° 49′ 34.70″ E / 42.6052806°N,0.8263056°E   | Cim més alt de Naut Aran i de la Vall d'Aran                     |
| 5    | Punta de Passet                   | Punta de Passet                   | La Vall de Boí                      | Alta Ribagorça                            | 2.997,6     | 42° 35′ 21.66″ N, 0° 49′ 37.86″ E / 42.5893500°N,0.8271833°E   |                                                                  |
| 6    | Besiberri del Mig                 | Besiberri del Mig                 | Vilaller La Vall de Boí             | Alta Ribagorça                            | 2.995,9     | 42° 36′ 2.25″ N, 0° 49′ 32.46″ E / 42.6006250°N,0.8256833°E    |                                                                  |
| 7    | Pic de la Pala Alta de Sarradé    | Pic de la Pala Alta de Sarradé    | La Vall de Boí                      | Alta Ribagorça                            | 2.983,4     | 42° 34′ 27.1″ N, 0° 53′ 16.82″ E / 42.574194°N,0.8880056°E     |                                                                  |
| 8    | Pic d'Abellers                    | Pic d'Abellers                    | Vilaller La Vall de Boí             | Alta Ribagorça                            | 2.983,4     | 42° 35′ 41.49″ N, 0° 49′ 13.69″ E / 42.5948583°N,0.8204694°E   |                                                                  |
| 9    | Pic de Peguera                    | Pic de Peguera                    | La Torre de Cabdella Espot          | Pallars Jussà Pallars Sobirà              | 2.982,7     | 42° 32′ 25.86″ N, 1° 0′ 43.10″ E / 42.5405167°N,1.0119722°E    | Cim més alt de la Torre de Cabdella, d'Espot i del Pallars Jussà |
| 10   | Punta de Lequeutre                | Punta de Passet                   | La Vall de Boí                      | Alta Ribagorça                            | 2.966,2     | 42° 35′ 14.37″ N, 0° 49′ 39.65″ E / 42.5873250°N,0.8276806°E   |                                                                  |
| 11   | Pic de Contraix                   | Pic de Contraix                   | La Vall de Boí                      | Alta Ribagorça                            | 2.958,0     | 42° 35′ 6.833″ N, 0° 54′ 24.98″ E / 42.58523139°N,0.9069389°E  |                                                                  |
| 12   | Punta Senyalada                   | Punta Senyalada                   | Vilaller La Vall de Boí             | Alta Ribagorça                            | 2.952,6     | 42° 35′ 28.97″ N, 0° 48′ 30.48″ E / 42.5913806°N,0.8084667°E   |                                                                  |
| 13   | Pic de Subenuix                   | Pic de Subenuix                   | Espot                               | Pallars Sobirà                            | 2.950,2     | 42° 33′ 17.86″ N, 0° 58′ 45.91″ E / 42.5549611°N,0.9794194°E   |                                                                  |
| 14   | Pic de Sarradé                    | Pic de Sarradé                    | Vilaller La Vall de Boí             | Alta Ribagorça                            | 2.942,2     | 42° 34′ 41.8″ N, 0° 54′ 42.2″ E / 42.578278°N,0.911722°E       |                                                                  |
| 15   | Gran Tuc de Colomèrs              | Gran Tuc de Colomèrs              | La Vall de Boí Naut Aran Espot      | Alta Ribagorça Vall d'Aran Pallars Sobirà | 2.933,4     | 42° 35′ 21.7″ N, 0° 56′ 16.1″ E / 42.589361°N,0.937806°E       |                                                                  |
| 16   | Pic de la Mainera                 | Pic de la Mainera                 | La Torre de Cabdella Espot Sort     | Pallars Jussà Pallars Sobirà              | 2.909,3     | 42° 31′ 28.10″ N, 1° 1′ 37.79″ E / 42.5244722°N,1.0271639°E    | Cim més alt de Sort                                              |
| 17   | Tuc de Saburó                     | Tuc de Saburó                     | La Torre de Cabdella Espot          | Pallars Jussà Pallars Sobirà              | 2.905,7     | 42° 32′ 6.184″ N, 1° 1′ 8.219″ E / 42.53505111°N,1.01894972°E  |                                                                  |
| 18   | Pics de Bassiero                  | Pics de Bassiero                  | Alt Àneu Espot                      | Pallars Sobirà                            | 2.903,5     | 42° 36′ 23.99″ N, 0° 59′ 43.33″ E / 42.6066639°N,0.9953694°E   |                                                                  |
| 19   | Pic Morto                         | Pic Morto                         | La Torre de Cabdella Espot          | Pallars Jussà Pallars Sobirà              | 2.902,0     | 42° 33′ 14.11″ N, 0° 59′ 14.35″ E / 42.5539194°N,0.9873194°E   |                                                                  |
| 20   | Creu de Colomèrs                  | Creu de Colomèrs                  | La Vall de Boí Naut Aran            | Alta Ribagorça Vall d'Aran                | 2.894,9     | 42° 35′ 36.02″ N, 0° 55′ 4.37″ E / 42.5933389°N,0.9178806°E    |                                                                  |
| 21   | Pic de l'Estany de Contraix       | Pic de l'Estany de Contraix       | La Vall de Boí                      | Alta Ribagorça                            | 2.892,7     | 42° 35′ 32.77″ N, 0° 54′ 51.32″ E / 42.5924361°N,0.9142556°E   |                                                                  |
| 22   | Montsaliente                      | Cal foto Aigüestortes             | Alt Àneu Espot                      | Pallars Sobirà                            | 2.890,4     | 42° 36′ 11.24″ N, 1° 0′ 31.25″ E / 42.6031222°N,1.0086806°E    |                                                                  |
| 23   | Punta d'Harlé                     | Punta d'Harlé                     | La Vall de Boí Naut Aran            | Alta Ribagorça Vall d'Aran                | 2.885,0     | 42° 36′ 37.48″ N, 0° 50′ 33.36″ E / 42.6104111°N,0.8426000°E   |                                                                  |
| 24   | Pic de Fonguero                   | Cal foto Aigüestortes             | Espot                               | Pallars Sobirà                            | 2.884,5     | 42° 33′ 36.13″ N, 1° 1′ 56.93″ E / 42.5600361°N,1.0324806°E    |                                                                  |
| 25   | Pic Inferior de Subenuix          | Pic Inferior de Subenuix          | Espot                               | Pallars Sobirà                            | 2.881,6     | 42° 33′ 35.6″ N, 0° 58′ 47.2″ E / 42.559889°N,0.979778°E       |                                                                  |
| 26   | Pic de Sobremonestero             | Cal foto Aigüestortes             | La Torre de Cabdella Espot          | Pallars Jussà Pallars Sobirà              | 2.879,6     | 42° 32′ 38.44″ N, 0° 59′ 41.72″ E / 42.5440111°N,0.9949222°E   |                                                                  |
| 27   | Tuc Blanc                         | Tuc Blanc                         | La Vall de Boí Naut Aran            | Alta Ribagorça Vall d'Aran                | 2.879,1     | 42° 35′ 27.6″ N, 0° 55′ 49.9″ E / 42.591000°N,0.930528°E       |                                                                  |
| 28   | Pic de Monestero                  | Cal foto Aigüestortes             | Espot                               | Pallars Sobirà                            | 2.877,4     | 42° 32′ 48.58″ N, 1° 1′ 7.705″ E / 42.5468278°N,1.01880694°E   |                                                                  |
| 29   | Pic de les Mussoles               | Pic de les Mussoles               | La Vall de Boí La Torre de Cabdella | Alta Ribagorça Pallars Jussà              | 2.876,5     | 42° 3′ 55.06″ N, 0° 55′ 46.53″ E / 42.0652944°N,0.9295917°E    |                                                                  |
| 30   | Bony d'Aigüissi                   | Bony d'Aigüissi                   | La Vall de Boí                      | Alta Ribagorça                            | 2.876,1     | 42° 34′ 17.66″ N, 0° 52′ 52.25″ E / 42.5715722°N,0.8811806°E   |                                                                  |
| 31   | Pic de la Pala Gespadera          | Pic de la Pala Gespadera          | La Vall de Boí                      | Alta Ribagorça                            | 2.875,3     | 42° 34′ 21.3″ N, 0° 52′ 55.03″ E / 42.572583°N,0.8819528°E     |                                                                  |
| 32   | Pic de Baserca                    | Pic de Baserca                    | Vilaller La Vall de Boí             | Alta Ribagorça                            | 2.872,7     | 42° 35′ 13.69″ N, 0° 47′ 59.42″ E / 42.5871361°N,0.7998389°E   |                                                                  |
| 33   | Pui de Linya                      | Cal foto Aigüestortes             | Espot                               | Pallars Sobirà                            | 2.869,6     | 42° 33′ 57.59″ N, 1° 2′ 35.60″ E / 42.5659972°N,1.0432222°E    |                                                                  |
| 34   | el Pa de Sucre                    | el Pa de Sucre                    | La Vall de Boí Naut Aran            | Alta Ribagorça Vall d'Aran                | 2.862,6     | 42° 36′ 48.77″ N, 0° 50′ 47.18″ E / 42.6135472°N,0.8464389°E   |                                                                  |
| 35   | Tuc de Ratera                     | Cal foto Aigüestortes             | Espot Naut Aran                     | Pallars Sobirà Vall d'Aran                | 2.861,3     | 42° 36′ 4.827″ N, 0° 57′ 12.26″ E / 42.60134083°N,0.9534056°E  |                                                                  |
| 36   | Pic de Nariolo                    | Pic de Nariolo                    | La Vall de Boí La Torre de Cabdella | Alta Ribagorça Pallars Jussà              | 2.856,7     | 42° 31′ 50.60″ N, 0° 57′ 27.41″ E / 42.5307222°N,0.9576139°E   |                                                                  |
| 37   | Pic d'Amitges                     | Amitges                           | Alt Àneu Espot                      | Pallars Sobirà                            | 2.848,5     | 42° 36′ 32.73″ N, 0° 59′ 12.36″ E / 42.6090917°N,0.9867667°E   |                                                                  |
| 38   | Tuc Inferior de Saburó            | Tuc Inferior de Saburó            | Espot                               | Pallars Sobirà                            | 2.847,9     | 42° 32′ 16.69″ N, 1° 1′ 19.05″ E / 42.5379694°N,1.0219583°E    |                                                                  |
| 39   | Tuc de Bergús                     | Tuc del Bergús                    | Espot Naut Aran                     | Pallars Sobirà Vall d'Aran                | 2.843,8     | 42° 35′ 39.2″ N, 0° 57′ 10.1″ E / 42.594222°N,0.952806°E       |                                                                  |
| 40   | Montardo                          | Montardo                          | Naut Aran                           | Vall d'Aran                               | 2.833,2     | 42° 38′ 0.01″ N, 0° 52′ 31.24″ E / 42.6333361°N,0.8753444°E    |                                                                  |
| 41   | Mussol de Tumeneia                | Mussol de Tumeneia                | La Vall de Boí Naut Aran            | Alta Ribagorça Vall d'Aran                | 2.832,3     | 42° 36′ 47.32″ N, 0° 50′ 42.08″ E / 42.6131444°N,0.8450222°E   |                                                                  |
| 42   | Pui Pla                           | Cal foto Aigüestortes             | Alt Àneu Espot                      | Pallars Sobirà                            | 2.831,2     | 42° 35′ 44.05″ N, 1° 0′ 22.99″ E / 42.5955694°N,1.0063861°E    |                                                                  |
| 43   | Pics de Comalespada               | Pics de Comalespada               | La Vall de Boí                      | Alta Ribagorça                            | 2.830,2     | 42° 35′ 38.37″ N, 0° 52′ 43.58″ E / 42.5939917°N,0.8787722°E   |                                                                  |
| 44   | Pic de Saboredo                   | Pic de Saboredo                   | Alt Àneu Espot                      | Pallars Sobirà                            | 2.829,5     | 42° 36′ 28.47″ N, 0° 58′ 51.73″ E / 42.6079083°N,0.9810361°E   |                                                                  |
| 45   | Pic del Cap d'Estany Roi          | Pic del Cap d'Estany Roi          | Vilaller La Vall de Boí             | Alta Ribagorça                            | 2.827,3     | 42° 35′ 7.93″ N, 0° 48′ 1.91″ E / 42.5855361°N,0.8005306°E     |                                                                  |
| 46   | Pic de Morrano                    | Pic de Morrano                    | La Vall de Boí La Torre de Cabdella | Alta Ribagorça Pallars Jussà              | 2.813,5     | 42° 31′ 28.39″ N, 0° 56′ 36.88″ E / 42.5245528°N,0.9435778°E   |                                                                  |
| 47   | Pic de Comalestorres              | Pic de Comalestorres              | La Vall de Boí                      | Alta Ribagorça                            | 2.811,9     | 42° 35′ 20.78″ N, 0° 50′ 9.94″ E / 42.5891056°N,0.8360944°E    |                                                                  |
| 48   | Pic de Dellui                     | Pic de Dellui                     | La Vall de Boí La Torre de Cabdella | Alta Ribagorça Pallars Jussà              | 2.802,2     | 42° 32′ 18.96″ N, 0° 57′ 13.17″ E / 42.5386000°N,0.9536583°E   |                                                                  |
| 49   | Cap de Reguera                    | Cap de Regera                     | La Vall de Boí La Torre de Cabdella | Alta Ribagorça Pallars Jussà              | 2.800,5     | 42° 31′ 5.16″ N, 0° 56′ 41.54″ E / 42.5181000°N,0.9448722°E    |                                                                  |
| 50   | Dent des Mussoles                 | Dent des Mussoles                 | La Vall de Boí                      | Alta Ribagorça                            | 2.800,0     | 42° 31′ 28.35″ N, 0° 56′ 36.84″ E / 42.5245417°N,0.9435667°E   |                                                                  |
| 51   | Tuc de Carants                    | Tuc des Carants                   | La Vall de Boí                      | Alta Ribagorça                            | 2.791,4     | 42° 3′ 50.56″ N, 0° 54′ 11.94″ E / 42.0640444°N,0.9033167°E    |                                                                  |
| 52   | Gran Tuc de Crabes                | Tuc des Carants                   | Espot                               | Pallars Sobirà                            | 2.791,2     | 42° 35′ 40.4″ N, 0° 57′ 45.6″ E / 42.594556°N,0.962667°E       |                                                                  |
| 53   | Cap d'Estany Llong                | Cap d'Estany Llong                | La Vall de Boí Espot                | Alta Ribagorça Pallars Sobirà             | 2.790,3     | 42° 34′ 54.5″ N, 0° 56′ 30.5″ E / 42.581806°N,0.941806°E       |                                                                  |
| 54   | Tumeneia                          | Tumeneia                          | La Vall de Boí Naut Aran            | Alta Ribagorça Vall d'Aran                | 2.783,1     | 42° 37′ 4.838″ N, 0° 51′ 6.616″ E / 42.61801056°N,0.85183778°E |                                                                  |
| 55   | Tuc deth Pòrt                     | Tuc deth Pòrt                     | La Vall de Boí Naut Aran            | Alta Ribagorça Vall d'Aran                | 2.783,0     | 42° 36′ 58.17″ N, 0° 53′ 40.41″ E / 42.6161583°N,0.8945583°E   |                                                                  |
| 56   | Muntanyó                          | Cal foto Aigüestortes             | Espot                               | Pallars Sobirà                            | 2.781,2     | 42° 32′ 6.191″ N, 1° 2′ 54.76″ E / 42.53505306°N,1.0485444°E   |                                                                  |
| 57   | Pic de Comaltes                   | Pic de Comaltes                   | La Vall de Boí                      | Alta Ribagorça                            | 2.781,0     | 42° 34′ 16.03″ N, 0° 52′ 16.99″ E / 42.5711194°N,0.8713861°E   |                                                                  |
| 58   | Tuc de Lluçà                      | Tuc de Lluçà                      | La Vall de Boí Naut Aran            | Alta Ribagorça Vall d'Aran                | 2.777,7     | 42° 36′ 37.07″ N, 0° 54′ 4.19″ E / 42.6102972°N,0.9011639°E    |                                                                  |
| 59   | Tossal de la Montanyeta           | Tossal de la Montanyeta           | La Vall de Boí                      | Alta Ribagorça                            | 2.771,4     | 42° 33′ 20.8″ N, 0° 58′ 3.4″ E / 42.555778°N,0.967611°E        |                                                                  |
| 60   | Agulles de Monestero              | Cal foto Aigüestortes             | Espot                               | Pallars Sobirà                            | 2.766,1     | 42° 33′ 23.45″ N, 0° 59′ 25.53″ E / 42.5565139°N,0.9904250°E   |                                                                  |
| 61   | Bony Blanc                        | Bony Blanc                        | La Vall de Boí                      | Alta Ribagorça                            | 2.755,7     | 42° 31′ 58.14″ N, 0° 53′ 46.79″ E / 42.5328167°N,0.8963306°E   |                                                                  |
| 62   | Pic de Travessani                 | Pic de Travessani                 | La Vall de Boí                      | Alta Ribagorça                            | 2.754,7     | 42° 36′ 42.72″ N, 0° 53′ 29.19″ E / 42.6118667°N,0.8914417°E   |                                                                  |
| 63   | Pic de la Tallada Llarga          | Tuc de Balaguera                  | La Vall de Boí Naut Aran            | Alta Ribagorça Vall d'Aran                | 2.752,8     | 42° 36′ 27.49″ N, 0° 54′ 27.43″ E / 42.6076361°N,0.9076194°E   |                                                                  |
| 64   | Pic Roi (la Vall de Boí)          | Pic Roi                           | La Vall de Boí                      | Alta Ribagorça                            | 2.750,4     | 42° 31′ 5.36″ N, 0° 54′ 54.08″ E / 42.5181556°N,0.9150222°E    |                                                                  |
| 65   | Els Encantats                     | Els Encantats                     | Espot                               | Pallars Sobirà                            | 2.748,7     | 42° 34′ 6.29″ N, 1° 00′ 53.42″ E / 42.5684139°N,1.0148389°E    | Muntanya emblemàtica del Parc i dels Països Catalans             |
| 66   | Agulles de Bassiero               | Cal foto Aigüestortes             | Espot                               | Pallars Sobirà                            | 2.747,6     | 42° 36′ 6.812″ N, 0° 59′ 51.89″ E / 42.60189222°N,0.9977472°E  |                                                                  |
| 67   | Cap de les Pales del Planell Gran | Cap de les Pales del Planell Gran | La Vall de Boí                      | Alta Ribagorça                            | 2.745,4     | 42° 33′ 54.4″ N, 0° 54′ 43″ E / 42.565111°N,0.91194°E          |                                                                  |
| 68   | Pic del Portarró                  | Pic del Portarró (esquerra)       | Espot                               | Pallars Sobirà                            | 2.734,3     | 42° 35′ 1.4″ N, 0° 58′ 12.5″ E / 42.583722°N,0.970139°E        |                                                                  |
| 69   | Bony Negre                        | Bony Negre                        | La Vall de Boí                      | Alta Ribagorça                            | 2.724,1     | 42° 31′ 42.9″ N, 0° 53′ 53.27″ E / 42.528583°N,0.8981306°E     |                                                                  |
| 70   | Tuc des Costes                    | Tuc des Costes                    | La Vall de Boí                      | Alta Ribagorça                            | 2.723,3     | 42° 31′ 11.82″ N, 0° 53′ 48.87″ E / 42.5199500°N,0.8969083°E   |                                                                  |
| 71   | Pic de Sudorn                     | Cal foto Aigüestortes             | Espot                               | Pallars Sobirà                            | 2.711,0     | 42° 32′ 6.73″ N, 1° 2′ 41.67″ E / 42.5352028°N,1.0449083°E     |                                                                  |
| 72   | Cap de Crabes                     | Cap de Crabes                     | Espot                               | Pallars Sobirà                            | 2.709,8     | 42° 35′ 16.8″ N, 0° 57′ 56.2″ E / 42.588000°N,0.965611°E       |                                                                  |
| 73   | Tuc des Monges                    | Tuc des Monges                    | La Vall de Boí Naut Aran            | Alta Ribagorça Vall d'Aran                | 2.698,6     | 42° 37′ 20.57″ N, 0° 51′ 57.68″ E / 42.6223806°N,0.8660222°E   |                                                                  |
| 74   | Pic dels Feixans del Prat         | Cal foto Aigüestortes             | Espot                               | Pallars Sobirà                            | 2.696,5     | 42° 33′ 48.88″ N, 0° 59′ 41.12″ E / 42.5635778°N,0.9947556°E   |                                                                  |
| 75   | Cap de Pleta Mala                 | Cap de la Pleta Mala              | La Vall de Boí                      | Alta Ribagorça                            | 2.692,9     | 42° 33′ 43.8″ N, 0° 54′ 30.3″ E / 42.562167°N,0.908417°E       |                                                                  |
| 76   | Cap des Cometes                   | Cap des Cometes                   | La Vall de Boí                      | Alta Ribagorça                            | 2.681,4     | 42° 31′ 23.86″ N, 0° 53′ 42.25″ E / 42.5232944°N,0.8950694°E   |                                                                  |
| 77   | Tuc de Ribereta                   | Tuc de Ribereta                   | La Vall de Boí Naut Aran            | Alta Ribagorça Vall d'Aran                | 2.675,7     | 42° 37′ 34.13″ N, 0° 53′ 42.86″ E / 42.6261472°N,0.8952389°E   |                                                                  |
| 78   | Agulla del Portarró               | Agulla del Portarró               | Espot                               | Pallars Sobirà                            | 2.675,1     | 42° 34′ 18″ N, 0° 58′ 49.5″ E / 42.57167°N,0.980417°E          |                                                                  |
| 79   | Tuc de la Montanyeta              | Tuc de la Montanyeta              | La Vall de Boí                      | Alta Ribagorça                            | 2.674,8     | 42° 33′ 10.21″ N, 0° 57′ 9.085″ E / 42.5528361°N,0.95252361°E  |                                                                  |
| 80   | Tuc deth Cap deth Pòrt de Caldes  | Tuc deth Cap deth Pòrt de Caldes  | La Vall de Boí Naut Aran            | Alta Ribagorça Vall d'Aran                | 2.671,4     | 42° 37′ 23.96″ N, 0° 53′ 47.42″ E / 42.6233222°N,0.8965056°E   |                                                                  |
| 81   | Agulles d'Amitges                 | Agulles d'Amitges                 | Espot                               | Pallars Sobirà                            | 2.661,5     | 42° 36′ 9.63″ N, 0° 59′ 0.87″ E / 42.6026750°N,0.9835750°E     |                                                                  |
| 82   | Tuc del Coll Arenós               | Tuc del Coll Arenós               | La Vall de Boí                      | Alta Ribagorça                            | 2.648,4     | 42° 33′ 55.66″ N, 0° 52′ 28.5″ E / 42.5654611°N,0.874583°E     |                                                                  |
| 83   | Lo Pinetó                         | Cal foto Aigüestortes             | Espot Alt Àneu                      | Pallars Sobirà                            | 2.646,9     | 42° 35′ 54.95″ N, 1° 2′ 18.03″ E / 42.5985972°N,1.0383417°E    |                                                                  |
| 84   | Bony del Graller                  | Bony del Graller                  | La Vall de Boí                      | Alta Ribagorça                            | 2.645,8     | 42° 31′ 38.35″ N, 0° 55′ 3.77″ E / 42.5273194°N,0.9177139°E    |                                                                  |
| 85   | Tossal Esbonllat                  | Tossal Esbonllat                  | La Vall de Boí Espot                | Alta Ribagorça Pallars Sobirà             | 2.637,5     | 42° 34′ 47.4″ N, 0° 56′ 47″ E / 42.579833°N,0.94639°E          |                                                                  |
| 86   | Agulles de Travessani             | Agulles de Travessani             | La Vall de Boí                      | Alta Ribagorça                            | 2.599,1     | 42° 36′ 36.28″ N, 0° 53′ 20.02″ E / 42.6100778°N,0.8888944°E   |                                                                  |
| 87   | Pic de Fenerui                    | Pic de Fenerui                    | Vilaller La Vall de Boí             | Alta Ribagorça                            | 2.584,9     | 42° 33′ 54.76″ N, 0° 47′ 53.51″ E / 42.5652111°N,0.7981972°E   |                                                                  |
| 88   | Pic del Ferro                     | Pic del Ferro (dreta)             | Vilaller La Vall de Boí             | Alta Ribagorça                            | 2.578,6     | 42° 34′ 9.66″ N, 0° 47′ 55.97″ E / 42.5693500°N,0.7988806°E    |                                                                  |
| 89   | Pic d'Estany Gémena               | Pic de l'Estany Gémena            | La Vall de Boí                      | Alta Ribagorça                            | 2.553,1     | 42° 34′ 33.42″ N, 0° 48′ 28.12″ E / 42.5759500°N,0.8078111°E   |                                                                  |
| 90   | Pic del Redó                      | Pic del Redó                      | Espot                               | Pallars Sobirà                            | 2.546,2     | 42° 35′ 15.8″ N, 0° 57′ 42.6″ E / 42.587722°N,0.961833°E       |                                                                  |
| 91   | Agulles de Dellui                 | Agulles de Dellui                 | La Vall de Boí                      | Alta Ribagorça                            | 2.544,0     | 42° 33′ 27.43″ N, 0° 56′ 40.15″ E / 42.5576194°N,0.9444861°E   |                                                                  |
| 92   | Tuc de Llebreta                   | Tuc de Llebreta                   | La Vall de Boí                      | Alta Ribagorça                            | 2.523,2     | 42° 32′ 16.38″ N, 0° 53′ 40.42″ E / 42.5378833°N,0.8945611°E   |                                                                  |
| 93   | Cap de Copiello                   | Cap de Copiello                   | La Vall de Boí                      | Alta Ribagorça                            | 2.508,3     | 42° 33′ 48″ N, 0° 53′ 5.7″ E / 42.56333°N,0.884917°E           |                                                                  |
| 94   | Roca de l'Estany                  | Cal foto Aigüestortes             | Espot                               | Pallars Sobirà                            | 2.508,1     | 42° 34′ 25.15″ N, 0° 59′ 49.78″ E / 42.5736528°N,0.9971611°E   |                                                                  |
| 95   | Tuc de Roques Negres              | Tuc de Roques Negres              | La Vall de Boí                      | Alta Ribagorça                            | 2.488,5     | 42° 36′ 38.98″ N, 0° 51′ 26.12″ E / 42.6108278°N,0.8572556°E   |                                                                  |
| 96   | Bony dels Estanyets de Colieto    | Bony dels Estanyets de Colieto    | La Vall de Boí                      | Alta Ribagorça                            | 2.418,7     | 42° 36′ 6.48″ N, 0° 53′ 45.38″ E / 42.6018000°N,0.8959389°E    |                                                                  |
| 97   | Bony de l'Orri                    | Bony de l'Orri                    | La Vall de Boí                      | Alta Ribagorça                            | 2.363,2     | 42° 35′ 46.25″ N, 0° 50′ 54.22″ E / 42.5961806°N,0.8483944°E   |                                                                  |
| 98   | Roques Punxentes                  | Roques Punxentes                  | La Vall de Boí                      | Alta Ribagorça                            | 2.316,8     | 42° 33′ 34.5″ N, 0° 52′ 53.6″ E / 42.559583°N,0.881556°E       |                                                                  |
| 99   | Bony Cremat                       | Bony Cremat                       | La Vall de Boí                      | Alta Ribagorça                            | 2.281,0     | 42° 33′ 20.00″ N, 0° 54′ 33.70″ E / 42.5555556°N,0.9093611°E   |                                                                  |
| 100  | Roca de la Cremada                | Cal foto Aigüestortes             | La Vall de Boí                      | Alta Ribagorça                            | 1.885,9     | 42° 32′ 57.22″ N, 0° 55′ 1.341″ E / 42.5492278°N,0.91703917°E  |                                                                  |